# Paratemnoides feai
Paratemnoides feai är en spindeldjursart som först beskrevs av Edvard Ellingsen 1906.  Paratemnoides feai ingår i släktet Paratemnoides och familjen Atemnidae. Inga underarter finns listade i Catalogue of Life.